# EM i håndbold 2010 (mænd)
Europamesterskabet i håndbold 2010 for mænd var det 9. EM i håndbold for mænd. Mesterskabet blev vundet af Frankrig. Slutrunden blev afviklet i Østrig i perioden 19. – 31. januar 2010.
Østrig var direkte kvalificeret til slutrunden som værtsland, og østrigerne fik dermed deres debut ved en EM-slutrunde, idet de aldrig tidligere havde kvalificeret sig. Derudover var vinderen af EM 2008, Danmark, direkte kvalificeret til slutrunden. De øvrige 14 hold blev fundet ved en kvalifikationsturnering.
Vinder af mesterskabet blev Frankrig, som dermed var regerende mestre i alle tre landsholdsturneringer: VM (2009), OL (2008) og EM (2010). I finalen besejrede Frankrig Kroatien med 25-21, mens Island for første gang vandt EM-medaljer, da de i kampen om tredjepladsen besejrede Polen. Danmark nåede akkurat ikke i semifinalen og sluttede som nummer 5 efter sejr over Spanien. Turneringens topscorer, Filip Jícha (Tjekkiet), blev kåret som den bedste spiller.
Ved turneringen blev det afgjort, at Kroatien, Island og Polen som EM's nummer 2-4 følger de regerende verdensmestre Frankrig samt værtsnationen Sverige som direkte kvalificerede til VM i 2011. 

## Slutrunde
Slutrunden med deltagelse af 16 hold blev spillet i Østrig i perioden 19. – 31. januar 2010. Østrig var EM-værtsland for første gang, og kampene blev afviklet i fem arenaer i fem forskellige byer.

### Værtsbyer og arenaer
| By        | Wien              | Innsbruck              | Wiener Neustadt | Graz            | Linz             |
| Arena     | Wiener Stadthalle | Olympiaworld Innsbruck | Arena Nova      | Stadthalle Graz | Intersport Arena |
| Arena     | Wiener Stadthalle | Olympiaworld Innsbruck | Arena Nova      | Stadthalle Graz | Intersport Arena |
| Kapacitet | 11.000 tilskuere  | 7.800 tilskuere        | 3.800 tilskuere | 5.000 tilskuere | 6.000 tilskuere  |

### Hold
Slutrunden havde deltagelse af 16 hold: værtslandet Østrig, vinderen af EM 2008, Danmark, og 14 hold fra kvalifikationsturneringen:
| Hold      | Slutrunde nr. | Hidtil bedste placering         | Kvalificeret som...     |
| --------- | ------------- | ------------------------------- | ----------------------- |
| Danmark   | 8             | Vinder (2008)                   | Vinder af EM 2008       |
| Østrig    | 1             | -                               | Værtsland               |
| Sverige   | 8             | Vinder (1994, 1998, 2000, 2002) | Vinder af kval.gruppe 1 |
| Polen     | 5             | Nr. 7 (2008)                    | Nr. 2 i kval.gruppe 1   |
| Rusland   | 9             | Sølv (1994, 2000)               | Vinder af kval.gruppe 2 |
| Serbien   | 6             | Bronze (1996)                   | Nr. 2 i kval.gruppe 2   |
| Island    | 6             | Nr. 4 (2002)                    | Vinder af kval.gruppe 3 |
| Norge     | 4             | Nr. 6 (2008)                    | Nr. 2 i kval.gruppe 3   |
| Kroatien  | 9             | Sølv (2008)                     | Vinder af kval.gruppe 4 |
| Ungarn    | 7             | Nr. 6 (1998)                    | Nr. 2 i kval.gruppe 4   |
| Tyskland  | 9             | Vinder (2004)                   | Vinder af kval.gruppe 5 |
| Slovenien | 8             | Sølv (2004)                     | Nr. 2 i kval.gruppe 5   |
| Frankrig  | 9             | Vinder (2006)                   | Vinder af kval.gruppe 6 |
| Tjekkiet  | 6             | Nr. 6 (1996)                    | Nr. 2 i kval.gruppe 6   |
| Spanien   | 9             | Sølv (1996, 1998, 2006)         | Vinder af kval.gruppe 7 |
| Ukraine   | 5             | Nr. 11 (2002)                   | Nr. 2 i kval.gruppe 7   |

Inddelingen af de 16 hold i fire grupper med fire hold skete ved en lodtrækning, der blev foretaget onsdag den 24. juni 2009 i Liechtenstein Museum i Wien. Lodtrækningen resulterede i følgende inddeling af de fire grupper:
| Gruppe A |
| -------- |
| Kroatien |
| Rusland  |
| Norge    |
| Ukraine  |

| Gruppe B |
| -------- |
| Danmark  |
| Island   |
| Østrig   |
| Serbien  |

| Gruppe C  |
| --------- |
| Tyskland  |
| Sverige   |
| Polen     |
| Slovenien |

| Gruppe D |
| -------- |
| Frankrig |
| Spanien  |
| Ungarn   |
| Tjekkiet |

### Indledende runde

#### Gruppe A
Kampene blev spillet i Stadthalle Graz i Graz.
| Dato  | Tid   | Kamp               | Res.  | Pause |
| ----- | ----- | ------------------ | ----- | ----- |
| 19.1. | 18.10 | Rusland - Ukraine  | 37–33 | 21-16 |
| 19.1. | 20.10 | Kroatien - Norge   | 25–23 | 11-10 |
| 21.1. | 18.10 | Ukraine - Kroatien | 25–28 | 14-12 |
| 21.1. | 20.10 | Norge - Rusland    | 28–24 | 16-13 |
| 23.1. | 18.10 | Kroatien - Rusland | 30–28 | 17-16 |
| 23.1. | 20.10 | Norge - Ukraine    | 31–29 | 14-16 |

| Hold     | Kampe | Mål   | Point |
| -------- | ----- | ----- | ----- |
| Kroatien | 3     | 83-76 | 6     |
| Norge    | 3     | 83-78 | 4     |
| Rusland  | 3     | 89-91 | 2     |
| Ukraine  | 3     | 87-96 | 0     |

#### Gruppe B
Kampene blev spillet i Intersport Arena i Linz.
| Dato  | Tid   | Kamp              | Res.  | Pause |
| ----- | ----- | ----------------- | ----- | ----- |
| 19.1. | 18.00 | Danmark - Østrig  | 33–29 | 17-15 |
| 19.1. | 20.15 | Island - Serbien  | 29–29 | 15-11 |
| 21.1. | 18.00 | Østrig - Island   | 37–37 | 17-20 |
| 21.1. | 20.15 | Serbien - Danmark | 23–28 | 9-15  |
| 23.1. | 18.00 | Østrig - Serbien  | 37–31 | 15-18 |
| 23.1. | 20.15 | Danmark - Island  | 22–27 | 13-15 |

| Hold    | Kampe | Mål     | Point |
| ------- | ----- | ------- | ----- |
| Island  | 3     | 93-88   | 4     |
| Danmark | 3     | 83-79   | 4     |
| Østrig  | 3     | 103-101 | 3     |
| Serbien | 3     | 83-94   | 1     |

#### Gruppe C
Kampene blev spillet i Olympiaworld Innsbruck i Innsbruck.
| Dato  | Tid   | Kamp                 | Res.  | Pause |
| ----- | ----- | -------------------- | ----- | ----- |
| 19.1. | 18.30 | Tyskland - Polen     | 25–27 | 8-12  |
| 19.1. | 20.30 | Sverige - Slovenien  | 25–27 | 13-7  |
| 20.1. | 18.30 | Slovenien - Tyskland | 34–34 | 16-11 |
| 20.1. | 20.30 | Polen - Sverige      | 27–24 | 15-14 |
| 22.1. | 18.15 | Tyskland - Sverige   | 30–29 | 21-18 |
| 22.1. | 20.15 | Polen - Slovenien    | 30–30 | 12-13 |

| Hold      | Kampe | Mål   | Point |
| --------- | ----- | ----- | ----- |
| Polen     | 3     | 74-79 | 5     |
| Slovenien | 3     | 91-89 | 4     |
| Tyskland  | 3     | 89-90 | 3     |
| Sverige   | 3     | 78-84 | 0     |

#### Gruppe D
Kampene blev spillet i Arena Nova i Wiener Neustadt.
| Dato  | Tid   | Kamp                | Res.  | Pause |
| ----- | ----- | ------------------- | ----- | ----- |
| 19.1. | 18.15 | Spanien - Tjekkiet  | 37–25 | 17-10 |
| 19.1. | 20.15 | Frankrig - Ungarn   | 29–29 | 16-16 |
| 20.1. | 18.15 | Tjekkiet - Frankrig | 20–21 | 10-16 |
| 20.1. | 20.15 | Ungarn - Spanien    | 25–34 | 9-17  |
| 22.1. | 18.15 | Frankrig - Spanien  | 24–24 | 10-10 |
| 22.1. | 20.15 | Ungarn - Tjekkiet   | 26–33 | 13-14 |

| Hold     | Kampe | Mål   | Point |
| -------- | ----- | ----- | ----- |
| Spanien  | 3     | 95-74 | 5     |
| Frankrig | 3     | 74-73 | 4     |
| Tjekkiet | 3     | 78-84 | 2     |
| Ungarn   | 3     | 80-96 | 1     |

### Mellemrunde

#### Gruppe I
Kampene blev spillet i Wiener Stadthalle i Wien.
| Dato  | Tid   | Kamp               | Res.  | Pause |
| ----- | ----- | ------------------ | ----- | ----- |
| 25.1. | 16.00 | Kroatien - Island  | 26–26 | 12-15 |
| 25.1. | 18.00 | Norge - Østrig     | 30–27 | 15-12 |
| 25.1. | 20.15 | Rusland - Danmark  | 28–34 | 13-18 |
| 26.1. | 16.00 | Rusland - Island   | 30–38 | 10-19 |
| 26.1. | 18.00 | Kroatien - Østrig  | 26–23 | 11-10 |
| 26.1. | 20.15 | Norge - Danmark    | 23–24 | 15-11 |
| 28.1. | 16.00 | Norge - Island     | 34–35 | 16-18 |
| 28.1. | 18.00 | Rusland - Østrig   | 30–31 | 15-17 |
| 28.1. | 20.15 | Kroatien - Danmark | 27–23 | 14-11 |

| Hold     | Kampe | Mål     | Point |
| -------- | ----- | ------- | ----- |
| Kroatien | 5     | 134-123 | 9     |
| Island   | 5     | 163-149 | 8     |
| Danmark  | 5     | 136-134 | 6     |
| Norge    | 5     | 138-135 | 4     |
| Østrig   | 5     | 147-156 | 3     |
| Rusland  | 5     | 140-161 | 0     |

#### Gruppe II
Kampene blev spillet i Olympiaworld Innsbruck i Innsbruck.
| Dato  | Tid   | Kamp                 | Res.  | Pause |
| ----- | ----- | -------------------- | ----- | ----- |
| 24.1. | 16.30 | Tyskland - Frankrig  | 22–24 | 11-17 |
| 24.1. | 18.30 | Polen - Spanien      | 32–26 | 13-9  |
| 24.1. | 20.30 | Slovenien - Tjekkiet | 35–37 | 12-21 |
| 26.1. | 16.15 | Slovenien - Frankrig | 28–37 | 18-17 |
| 26.1. | 18.15 | Tyskland - Spanien   | 20–25 | 9-14  |
| 26.1. | 20.15 | Polen - Tjekkiet     | 35–34 | 18-19 |
| 28.1. | 16.30 | Tyskland - Tjekkiet  | 26–26 | 16-14 |
| 28.1. | 18.30 | Slovenien - Spanien  | 32–40 | 14-20 |
| 28.1. | 20.30 | Polen - Frankrig     | 24–29 | 10-15 |

| Hold      | Kampe | Mål     | Point |
| --------- | ----- | ------- | ----- |
| Frankrig  | 5     | 135-118 | 9     |
| Polen     | 5     | 153-139 | 7     |
| Spanien   | 5     | 152-133 | 7     |
| Tjekkiet  | 5     | 152-154 | 3     |
| Tyskland  | 5     | 127-136 | 2     |
| Slovenien | 5     | 159-178 | 2     |

### Placeringskamp
Kampen om 5.-pladsen stod mellem de to hold, som sluttede på tredjepladserne i mellemrunden, og blev spillet i Wiener Stadthalle i Wien.
| Dato  | Tid   | Kamp              | Res.  | Pause |
| ----- | ----- | ----------------- | ----- | ----- |
| 30.1. | 11.30 | Danmark - Spanien | 34–27 | 18-13 |

### Semifinaler
Kampene blev spillet i Wiener Stadthalle i Wien.
| Dato  | Tid   | Kamp              | Res.  | Pause |
| ----- | ----- | ----------------- | ----- | ----- |
| 30.1. | 14:00 | Island - Frankrig | 28–36 | 14-16 |
| 30.1. | 16:30 | Kroatien - Polen  | 24–21 | 9-10  |

### Bronzekamp
Kampen blev spillet i Wiener Stadthalle i Wien.
| Dato  | Tid   | Kamp           | Res.  | Pause |
| ----- | ----- | -------------- | ----- | ----- |
| 31.1. | 15:00 | Island - Polen | 29–26 | 18-10 |

### Finale
| 31. januar 17:30 | Kroatien | 21 – 25   | Frankrig    |  |
| 31. januar 17:30 | Zrnić 7  | (12 – 12) | Karabatić 6 |  |
| 31. januar 17:30 | 3x 4x 1x | Report    | 3x 4x       |  |

### Samlet rangering
| EM 2010 | EM 2010  |
| ------- | -------- |
| Guld    | Frankrig |
| Sølv    | Kroatien |
| Bronze  | Island   |
| 4.      | Polen    |
| 5.      | Danmark  |
| 6.      | Spanien  |
| 7.      | Norge    |
| 8.      | Tjekkiet |

| EM 2010 | EM 2010   |
| ------- | --------- |
| 9.      | Østrig    |
| 10.     | Tyskland  |
| 11.     | Slovenien |
| 12.     | Rusland   |
| 13.     | Serbien   |
| 14.     | Ungarn    |
| 15.     | Sverige   |
| 16.     | Ukraine   |

## Spillerstatistikker og hædersbevisninger

### Topscorerliste
1. Filip Jícha (Tjekkiet) – 53 mål (6 kampe)
2. Luka Zvizej (Slovenien) – 41 mål (6 kampe)
3. Nikola Karabatić (Frankrig) – 40 mål (8 kampe)
4. Arnór Atlason (Island), Gudjón Sigurdsson (Island), Håvard Tvedten (Norge) – 39 mål (8, 8, 6 kampe)

Bedste dansker: Mikkel Hansen – 34 mål (7 kampe) – 10. plads

### Andre statistikker
- Flest scorede mål pr. kamp: Sergij Onofrijenko (Ukraine) – 9,0 (3 kampe)
- Højeste redningsprocent: Sławomir Szmal (Polen) – 39 %
- Flest målgivende afleveringer
  - Samlet: Arnór Atlason (Island) – 27
  - Pr. kamp: Filip Jícha (Tjekkiet) – 4,0 (6 kampe)
- Bedste forsvarsspiller: 
  - Samlet: Jakov Gojun (Kroatien) – 17 blokeringer og 2 stjålne bolde
  - Pr. kamp: Oliver Roggisch (Tyskland) – 3,2 blokeringer / 0,2 stjålne bolde (6 kampe)
- Flest personlige straffe
  - Samlet: Sverre Jakobsson (Island) – 1 rødt kort, 9 udvisninger, 5 gule kort
  - Pr. kamp: Timuzsin Schuch (Ungarn) – 6,3 strafpoint (1 rødt kort, 6 udvisninger, 3 gule kort i 3 kampe)

### All-star holdet
Ved turneringens afslutning valgte EHF turneringens all-star hold. Det bestod af følgende spillere:
- Målmand: Sławomir Szmal, Polen
- Venstre fløj: Manuel Strlek, Kroatien
- Venstre back: Filip Jícha, Tjekkiet
- Playmaker: Nikola Karabatić, Frankrig
- Stregspiller: Igor Vori, Kroatien
- Højre back: Olafur Stefansson, Island
- Højre fløj: Luc Abalo, Frankrig

Tjekken Filip Jícha blev kåret som EM´s bedste spiller.

## Kvalifikation
Slutrunden havde deltagelse af 16 hold. To af pladserne var reserveret til værtslandet Østrig, og den forsvarende europamester Danmark. De resterende 14 pladser gik til vinderne og toerne i syv kvalifikationsgrupper, der afvikledes i perioden 29. oktober 2008 – 21. juni 2009. Kampene blev spillet på ti kampdatoer i følgende perioder:
- Kampdag 1 og 2: 29. oktober – 2. november 2008
- Kampdag 3 og 4: 26. – 30. november 2008
- Kampdag 5 og 6: 18. – 22. marts 2009
- Kampdag 7 og 8: 10. – 14. juni 2009
- Kampdag 9 og 10: 17. – 21. juni 2009

De 38 tilmeldte hold blev inddelt i syv kvalifikationsgrupper ved en lodtrækning, som fandt sted i Akademie der Wissenschaften i Wien den 18. april 2008. Grupperne fik følgende sammensætning med holdene angivet i seedningsrækkefølge:
| Gruppe 1   | Gruppe 2      | Gruppe 3   | Gruppe 4   | Gruppe 5     | Gruppe 6   | Gruppe 7 |
| ---------- | ------------- | ---------- | ---------- | ------------ | ---------- | -------- |
| Polen      | Rusland       | Island     | Kroatien   | Tyskland     | Frankrig   | Spanien  |
| Sverige    | Serbien       | Norge      | Ungarn     | Slovenien    | Tjekkiet   | Ukraine  |
| Rumænien   | Schweiz       | Makedonien | Slovakiet  | Hviderusland | Portugal   | Litauen  |
| Montenegro | Bosnien-Herc. | Estland    | Grækenland | Israel       | Letland    | Holland  |
| Tyrkiet    | Italien       | Belgien    | Finland    | Bulgarien    | Luxembourg | Cypern   |
| Georgien   | Færøerne      | Moldova    |            |              |            |          |

Slutstillingerne i de syv kvalifikationsgrupper:
| Gruppe 1   | Kampe | Mål     | Point |
| ---------- | ----- | ------- | ----- |
| Sverige    | 8     | 251-200 | 14    |
| Polen      | 8     | 242-198 | 11    |
| Montenegro | 8     | 229-240 | 8     |
| Rumænien   | 8     | 242-247 | 7     |
| Tyrkiet    | 8     | 193-272 | 0     |

| Gruppe 2      | Kampe | Mål     | Point |
| ------------- | ----- | ------- | ----- |
| Rusland       | 10    | 339-249 | 18    |
| Serbien       | 10    | 351-272 | 15    |
| Bosnien-Herc. | 10    | 298-278 | 13    |
| Schweiz       | 10    | 295-288 | 9     |
| Italien       | 10    | 251-313 | 5     |
| Færøerne      | 10    | 212-346 | 0     |

| Gruppe 3   | Kampe | Mål     | Point |
| ---------- | ----- | ------- | ----- |
| Island     | 8     | 264-212 | 13    |
| Norge      | 8     | 266-226 | 12    |
| Makedonien | 8     | 231-223 | 9     |
| Estland    | 8     | 213-238 | 6     |
| Belgien    | 8     | 196-271 | 0     |

| Gruppe 4   | Kampe | Mål     | Point |
| ---------- | ----- | ------- | ----- |
| Kroatien   | 8     | 252-180 | 14    |
| Ungarn     | 8     | 241-179 | 12    |
| Slovakiet  | 8     | 214-215 | 8     |
| Grækenland | 8     | 199-223 | 6     |
| Finland    | 8     | 159-261 | 0     |

| Gruppe 5     | Kampe | Mål     | Point |
| ------------ | ----- | ------- | ----- |
| Tyskland     | 8     | 300-191 | 16    |
| Slovenien    | 8     | 293-221 | 12    |
| Hviderusland | 8     | 253-233 | 8     |
| Israel       | 8     | 222-269 | 4     |
| Bulgarien    | 8     | 168-322 | 0     |

| Gruppe 6   | Kampe | Mål     | Point |
| ---------- | ----- | ------- | ----- |
| Frankrig   | 8     | 251-192 | 12    |
| Tjekkiet   | 8     | 255-221 | 12    |
| Portugal   | 8     | 234-229 | 10    |
| Letland    | 8     | 227-249 | 6     |
| Luxembourg | 8     | 182-258 | 0     |

| Gruppe 7 | Kampe | Mål     | Point |
| -------- | ----- | ------- | ----- |
| Spanien  | 8     | 247-289 | 14    |
| Ukraine  | 8     | 205-192 | 10    |
| Holland  | 8     | 215-190 | 8     |
| Litauen  | 8     | 194-194 | 8     |
| Cypern   | 8     | 166-262 | 0     |